# Hervé Le Tellier
Hervé Le Tellier (Párizs, 1957. április 21. –) francia író, költő, nyelvész, matematikus. Az Oulipo (Ouvroir de Littérature Potentielle – OuLiPo, vagyis „A Lehetséges Irodalom Műhelye”) elnevezésű irodalmi társaság elnöke.

## Életpályája
Eredeti végzettsége matematikus. Pályáját tudományos újságíróként kezdte, 1983-ban elvégezte a párizsi újságíróképző főiskolát (Centre de formation des journalistes, CFJ). Közreműködött a France Culture rádiótársaság egyik hetente jelentkező szórakoztató irodalmi műsorában (Des Papous dans la tête, 2018-ban megszűnt). 2002-től több éven át rendszeresen jelentek meg Papier de verre (Smirgli) cím alatt rövid szatirikus írásai a Le Monde online változatában.
1992-ben csatlakozott az Oulipó irodalmi csoporthoz, melynek 2019-ben elnöke lett. A társaságról és esztétikai nézeteiről szóló esszéje (Esthétique de l'Oulipo) 2006-ban jelent meg.
Gyakran a rövid prózai formák írójának tekintik. Első kötete (Sonates de bar, 1991) nyolcvannyolc rövid, egyenként két-két oldalas írást tartalmaz. Les amnésiques n’ont rien vécu d’inoubliable ou Mille réponses à la question «À quoi tu penses?», melynek alcíme magyarul: Ezer válasz arra a kérdésre, hogy „Mit gondolsz (róla)?” A könyv tehát ezer rövid „válasz”-ból áll, ezek mindegyike így kezdődik: Azt gondolom, hogy… („Je pense que…”).
Az 1990-es évek elejétől 2020-ig mintegy harminc könyve jelent meg, köztük verseskötetek, rövidprózai gyűjtemények és regények. Színpadi műveket és társszerzőként operalibrettókat is ír(t). 2013-ban Contes liquides című kötete Fekete Humor-díjat nyert (Prix de l’humour noir); a kötet egy fiktív portugál költő és író, Jaime Montestrela műveinek „fordítása”.
2020-ban jelent meg a Gallimard Kiadónál Hervé Le Tellier Anomália (L’Anomalie) című regénye, mely elnyerte a leghíresebb francia irodalmi elismerést, a Goncourt-díjat. A könyv hatalmas siker lett, 2020. augusztus 20-i megjelenésétől 2021. február 15-ig Franciaországban 633 000 példányban kelt el. Magyarul a Park Kiadó gondozásában 2021-ben jelent meg Anomália címmel, Gulyás Adrienn fordításában.

## Művei
Korábbi regényei:
- 2020 – L’Anomalie
- 2011 – Eléctrico W
- 2009 – Assez parlé d’amour
- 2007 – Je m’attache très facilement
- 1999 – Inukshuk, l'homme debout
- 1997 – La Disparition de Perek [Perek Eltűnése] – (Georges Perec francia író emlékére, akinek La Disparition című regénye egy lipogramma)
- 1992 – Le Voleur de nostalgie

### Magyarul
- Anomália; ford. Gulyás Adrienn; Park, Bp., 2021